# Vivien Beil
Vivien Beil (Jena, Turingia, Alemania, 12 de diciembre de 1995) es una futbolista alemana. Juega como centrocampista y su equipo actual es el Napoli Femminile de la Serie A italiana.

## Trayectoria
Empezó a jugar a fútbol a los siete años de edad en el Carl Zeiss Jena, jugando en el equipo mixto de la categoría G-Jugend hasta 2008, cuando se mudó a otro club de su ciudad natal, el USV Jena, su primer equipo totalmente femenino. Gracias a sus buenas actuaciones en el torneo B-Juniorin, en 2010 la ciudad de Jena le otorgó el premio de talento del año (Talent des Jahres).
En verano de 2011, Beil se incorporó al primer equipo del USV Jena y, el 14 de agosto, debutó en la Copa de Alemania contra el TeBe Berlín, sustituyendo a Lisa Seiler en el minuto 69' y marcando el gol del 10 a 1 en el 88'. Una semana más tarde, se produjo su debut en la Bundesliga Femenina, en la fecha 1, cuando reemplazó a Julia Arnold en el 64' en el partido de local ante el VfL Wolfsburgo. Marcó su primer gol en la liga el 20 de mayo de 2012, en el partido de visitante contra el Bayer Leverkusen. El 19 de julio del mismo año, firmó su primer contrato como profesional con el USV Jena. Se despidió del club blanquiazul al final de la temporada 2014-15, con un total de 56 presencias y 3 goles en la liga, más 9 partidos jugados y un tanto en Copa de Alemania. A eso se añade una presencia en el USV Jena II, el 4 de mayo de 2014, en el partido del Grupo Norte de la 2. Frauen-Bundesliga (segunda división) ante el FFV Leipzig, que terminó con un contundente 4 a 1 a favor del equipo de Jena.
Tras salir del club alemán, Beil se mudó a Orono, Estados Unidos, para estudiar en la Facultad de medicina de la Universidad de Maine. Paralelamente a sus estudios, la alemana militó en el equipo universitario de fútbol femenino, el Maine Black Bears. Desde julio de 2017 a diciembre de 2019, jugó con el UConn Huskies de la Universidad de Connecticut.
En enero de 2020, Beil volvió a Europa fichando por el Napoli Femminile italiano, para disputar la segunda parte de la temporada de Serie B (segunda división de Italia). Sin embargo, sólo pudo jugar dos partidos, debido a la suspensión del campeonato por la pandemia de enfermedad por coronavirus. Beil y sus compañeras lograron igualmente el ascenso a la Serie A, gracias al cálculo del coeficiente corrector.
En 2021 se mudó al Como Women, donde en mayo de 2022 ganó la Serie B italiana. En 2023 fichó por el Parma de la Serie B, para luego volver al año siguiente al Napoli.

## Selección nacional
Ha sido internacional con las categorías inferiores de la selección alemana (Sub-16, Sub-17 y Sub-19), ganando el Campeonato Europeo Femenino Sub-17 de la UEFA 2011-12 en Suiza.

## Clubes
| Club              | País     | Año         |
| ----------------- | -------- | ----------- |
| USV Jena          | Alemania | 2011 - 2015 |
| USV Jena II       | Alemania | 2014        |
| Napoli Femminile  | Italia   | 2019 - 2021 |
| Como Women        | Italia   | 2021 - 2023 |
| Parma Calcio 2022 | Italia   | 2023 - act. |

## Palmarés

### Campeonatos nacionales
| Título  | Club             | País   | Año         |
| ------- | ---------------- | ------ | ----------- |
| Serie B | Napoli Femminile | Italia | 2019 - 2020 |
| Serie B | Como Women       | Italia | 2021 - 2022 |

### Campeonatos internacionales
| Título                                        | Equipo          | Sede  | Año         |
| --------------------------------------------- | --------------- | ----- | ----------- |
| Campeonato Europeo Femenino Sub-17 de la UEFA | Alemania sub-17 | Suiza | 2011 - 2012 |

## Vida privada
En julio de 2022 se casó con la también futbolista italiana Alessandra Nencioni, conocida en Nápoles cuando las dos jugaban en el Napoli Femminile.